# Михаил Каяфов
Михаил (Миле) Димитров Каяфов е български търговец и революционер, деец на Вътрешната македоно-одринска революционна организация.

## Биография
Михаил Каяфов е роден през 1872 година в град Енидже Вардар (Па̀зар), тогава в Османската империя, днес в Гърция. Произлиза от будно и заможно семейство. Баща му Димитър Каяфов е първо член на Ениджевардарската гръцка община, а син му Георги Каяфов е активен член на Солунския български клуб. Михаил Каяфов се занимава основно с търговия, но в същото време членува във ВМОРО. Член е на Ениджевардарския революционен комитет заедно с Хариш Божков, Томо Тушиянов, Миле Попхристов, Георги Харизанов, Георги Попхристов и Димитър Карабашев.
Заради българския си произход Михаил Каяфов търпи лишения в завзетата от новите гръцки власти Егейска Македония след 1912 година. Неколкократно е бит и осъждан. Първоначално е заточен на Трикери, където се разболява от холера, но оцелява. После е затворен в Еди куле. По-късно Михаил Каяфов е инквизиран от гръцката армия през 1919 година край Радомир заедно с Хариш Божков, Иван Нанов, Дине Гърков, Попхристов и други, някои от които не издържат мъченията и умират.
Умира в Енидже Вардар.